# Kolding Havn
Kolding Havn har eksisteret siden 1843 og er i dag blandt Danmarks 10 største havne med en samlet godsomsætning på 1,2 - 1,5 millioner ton. Havnen er en udviklingsorienteret og moderne erhvervshavn med flere end 30 virksomheder, og hvor 750 ansatte har deres daglige gang.

## Historie
Indtil slutningen af 1600-tallet kunne skibene sejle helt op til Sønderbro i Kolding, men så sandede åen og inderfjorden til og man måtte derfor bruge pramme til at fragte godset det sidste stykke ind til byen. I slutningen af 1700-tallet ville staten gerne hjælpe de østjyske byer, der havde behov for havne, men det krævede lokalt initiativ og medfinansiering. I Kolding skete det med hjælp fra købmand Caspar F. Müller, og i 1843 stod havnen færdig. Havnen blev en vigtig forudsætning for Koldings udvikling i den efterfølgende tid. Caspar F. Müller foretog - for egen regning - de opmålinger og beregninger der førte til, at Generaltoldkammerets havneinspektør Kaptajn Leth i 1841 kunne udarbejde en videre plan for Kolding Havn. Havnen skulle i fremtiden bestå af et havnebassin, der var 250 fod (80m) langt og 180 fod (57m) bredt, udgravet til en dybde af 9 fod (2,6 m). Havneudvidelsen blev påbegyndt den 1. maj 1842 og indvielsen fandt sted den 24. oktober 1843. Havneanlægget kostede dengang 23.547 rigsbankdaler og 18 skilling sølv.

## Kolding Havn
Kolding Havn er en moderne trimodal erhvervshavn, der tilbyder unikke løsningsforslag med smart logistik og direkte forbindelser inden for både skib-, tog- og lastbilstransport. Kolding Havn har altid kunden i fokus og kan som samarbejdspartner tilbyde en professionel service og set-up, så du kan drive og udvikle din forretning. Med et udviklingsorienteret miljø, kompetente medarbejdere, en stor maskinpark samt nye arealer til udvidelse, kan Kolding Havn løse alle typer arbejdsopgaver for både nye og eksisterende kunder. Kolding Havn er blandt Danmarks 10 største havne og opererer som en kommunal selvstyrehavn. Havnen råder over 540.000 m2, hvoraf de 75.000 m2 er pakhuse og siloer, oplagspladser, 2,5 kilometer kajanlæg som er uddybet op til 7 meter og Ro-Ro-leje. Herudover har de egen maskinpark som består af bl.a. mobilkraner, bugserbåd, opsækning af varer, coilshotel og topmoderne laste- og losseudstyr.
Kolding Havn har en samlet godsomsætning på cirka 1,2 - 1,5 millioner tons om året og modtager cirka 500-600 skibe årligt. I dag driver over 30 virksomheder inden for shipping, handel og produktion deres virksomhed på havnen, hvor over 750 ansatte har deres daglige gang.
Som Kommunal selvstyrehavne ejes Kolding Havn af kommunen, men drives som en selvstændig virksomhed med egen direktion og bestyrelse, hvoraf bestyrelsen består af byrådsmedlemmer og erhvervsfolk.  
Kolding Havns er centralt placeret og ligger tæt på både E20 og E45, hvilket er det perfekte udgangspunkt for transport til hele Danmark, Skandinavien og resten af Europa.

## Besejling
Kolding Fjord er seks sømil lang, det svarer til ca. 11 km og sejltiden for fragtskibe er ca. 45 minutter. Vanddybden varierer i Kolding Fjord og der er gravet to sejlrender og resten er naturligt forløb. Sejlrenden, der går Drejens Odde ind til havnen, er som et minimum 30 meter bred og 7,30 meter dyb. Der er ankringsforbud i sejlrenden.
Forskellen mellem middelhøjvande og middellavvande er 0,2 meter. Østlige vinde kan give indtil 1,5 meter højvande og vestlige vinde indtil 1,5 meter lavvande. Den 21. februar 2002 havde Kolding Havn en vandstand på 1,55 meter over daglig vande og den 22. februar 2002 var der lavvande med en vandstand på 97 cm under daglig vande. Den 21. Februar 1993 var der en vandstand på 1,66 m over dagligt vande. Den 1. november 2006 var der en vandstand på 1,62 m over dagligt vande. Den absolutte rekordvandstand i havnen var i 1872 hvor vandet nåede 2,75 m over daglig vande. Absolut bundrekord var i 1967 hvor vandstanden var 1,95 m under daglig vande.
Det største fartøj som har anløbet Kolding Havn, var et kinesisk skib på ca. 40.000 DW og med en længde på 196 meter. Det var dog ikke fuldt lastet da dybgangen under indsejling må være maximalt 7 meter. Et skib af den størrelse ville fuldt lastet normalt have en dybgang på ca. 10 meter. Der anløber ca. 500-600 skibe om året.

## Havnens fyr
Kolding forfyr og bagfyr leder holdt overet (267°) gennem den vestlige del af den gravede rende. Fyrene viser rødt, fast lys og er tændt hele døgnet. Det bageste fyr står ca. 250 meter nord for Inderhavn og er en grå gittermast. Forfyret står 514 meter fra bagfyret og er også en grå gittermast. Kolding Havn Fyr nord, står på yderenden af læmolen på yderhavnens nordside, viser grønt blink og er et galvaniseret, cylinderformet rør med en reflekterende, grøn tværstribe. Kolding Havn Fyr syd, står på yderenden af læmolen på yderhavnens sydside, viser rødt blink og er et galvaniseret, cylinderformet rør med reflekterende, rød tværstribe.

## Havnens materiel
Kolding Havn råder over en top moderne maskinpark, der gør det muligt at udføre den daglige drift.
Alt materiel er opkaldt efter Thorbjørn Egners fortælling: ”Folk og røvere i Kardemomme by”.
Maskinparken består af 6 kraner med en løftekapacitet på op til 100 ton. Herudover ejer Kolding Havn en bugserbåd, gummigeder, lastbiler, traktorer, arbejdsflåder, fejemaskine og mandskabskurve.